# Scott Tucker
Scott Tucker (ur. 29 maja 1962 w Kansas City) – amerykański kierowca wyścigowy.

## Kariera
Tucker rozpoczął karierę w międzynarodowych wyścigach samochodowych w 2006 roku od startów w SCCA National Championship Runoffs T1, gdzie został sklasyfikowany na trzynastej pozycji. W późniejszych latach Amerykanin pojawiał się także w stawce Grand American Rolex Series, IMSA Lites L2 Presented by Hankook, IMSA GT3 Challenge, SCCA World Challenge, SCCA National Championship Runoffs T1, 24-godzinnego wyścigu Le Mans, American Le Mans Series, Sportscar Winter Series, Ferrari Challenge Europe, Cooper Tires Prototype Lites Championship, Ferrari Challenge North America, SCCA Pro Racing Trans-Am Series, Speed EuroSeries, Intercontinental Le Mans Cup, FIA World Endurance Championship oraz United Sports Car Championship.

## Wyniki w 24h Le Mans
| Rok  | Zespół                     | Partnerzy                           | Samochód        | Klasa | Okr. | Poz. | Klasa Pos. |
| ---- | -------------------------- | ----------------------------------- | --------------- | ----- | ---- | ---- | ---------- |
| 2010 | Kolles Level 5 Motorsports | Manuel Rodrigues Christophe Bouchut | Audi R10 TDI    | LMP1  | 182  | NU   | NU         |
| 2011 | Level 5 Motorsports        | Christophe Bouchut João Barbosa     | Lola B11/80-HPD | LMP2  | 319  | 10   | 3          |
| 2012 | Level 5 Motorsports        | Christophe Bouchut Luis Díaz        | HPD ARX-03b     | LMP2  | 240  | NU   | NU         |
| 2013 | Level 5 Motorsports        | Ryan Briscoe Marino Franchitti      | HPD ARX-03b     | LMP2  | 242  | NS   | NS         |